# Namaste (Lost)
"Namaste" es el noveno episodio de la quinta temporada de la serie de televisión Lost, de la cadena ABC. Fue escrito por los coproductores ejecutivos Paul Zbyszewski y Brian K. Vaughan y fue dirigido por Jack Bender. Fue emitido el 18 de marzo de 2009 en Estados Unidos y Canadá.

## Trama
El episodio comienza mostrando el aterrizaje forzoso y el choque en la isla del vuelo 316 de Ajira Airways, pilotado por Frank Lapidus. Treinta años antes, en 1977, Sawyer, tras ser informado por Jin, se encuentra con Jack, Hugo y Kate y les informa en qué época y situación están. Sawyer puede aprovechar que la Iniciativa Dharma va a incorporar nuevos reclutas y con la ayuda de Juliet arregla los archivos para simular que sus amigos son nuevos reclutas de la Iniciativa.
Juliet va en busca del formulario y como Amy lo tiene, Juliet tiene el pretexto perfecto para que integren a sus amigos. Amy le dice que su hijo se llama Ethan, con la consiguiente sorpresa de Juliet. Disimula su sorpresa tras preguntarle a Amy cuándo ella y Sawyer van a tener un hijo. Jin sabe que Sun regresó a la isla y desesperado trata de buscarla. En la estación La Llama discute con Radzinsky sobre un avión que según él se ha accidentado, cuando suena una alarma por la supuesta presencia de un "hostil". Jin encuentra a Sayid en la selva y tras conversar con él actúa como si realmente hubiera encontrado a uno de Los Otros. Sawyer lleva a sus amigos a las barracas, y disimulando que son nuevos reclutas les da la bienvenida. Mientras sucede esto, Miles llega y le pregunta dónde ha estado y que Jin ha capturado a un hostil, se comunica con él y Jin le dice que es Sayid y que Radzinsky ya lo encerró. Sawyer deja a sus amigos para ir a La Llama. Sawyer no tiene otro remedio que llevarlo a las barracas. Estando Sayid preso en un calabozo de las barracas es interrogado, en presencia de Sawyer, por Radzinsky quien amenaza con matarlo. 
Mientras tanto Jack es llamado para su asignación de trabajo, la cual es conserje. En lo que Kate espera llega Phil y le pregunta si no la han llamado lo cual responde que no, así que le pide su nombre y como no lo encuentra Juliet llega en ese momento y le indica que hay un nuevo manifiesto incluyendo a la señorita Austen.
Treinta años después (es decir en 2007), tanto Sun, Frank Lapidus, como Ben Linus, tratan de viajar a la isla principal. Después de que Ben encuentra unas canoas, Sun lo golpea con un remo y lo deja inconsciente, por lo que se va únicamente con Frank, y llega por fin a las barracas abandonadas de Dharma, donde encuentra a Christian Shephard, quien le muestra una foto de la recepción de los reclutas de Dharma, donde aparecen Jack, Kate y Hugo, y le dice que las fotos fueron tomadas en 1977.
En 1977 Jack pregunta dónde vive Sawyer. Le indican la casa y llama a la puerta, pero ¿cual sería su sorpresa? que cuando llama, Juliet le abre creyendo que se había equivocado de casa, lo cual le indica Juliet que no es así y le invita a pasar. Sawyer le explica a Jack que tiene que estar a cargo de la situación y a Jack le parece bien ser relevado de su responsabilidad como líder de los supervivientes del Oceanic 815. Mientras tanto en la cárcel de Dharma, el niño Ben Linus le da a Sayid un sándwich y le dice su nombre.